# مطار ناريتا الدولي
مطار ناريتا الدولي (باليابانية:成田国際空港) (إياتا: NRT، إيكاو: RJAA) هو مطار دولي يبعد عن العاصمة اليابانية طوكيو حوالي 65 كم في الاتجاه الشمالي الشرقي، يعد مطار ناريتا المطار الرئيسي الذي يخدم العاصمة، مع وجود مطار آخر يخدم المدينة أيضاً وهو مطار طوكيو هانيدا الدولي، كما يعتبر مطار ناريتا البوابة الجوية لليابان إذ خدم المطار عام 2008 فقط ما يزيد عن 35,478,146 مسافر، بالإضافة إلى 2,099,349 طن من الشحن، وقد سُمّي المطار بهذا الاسم نسبة للموقع الذي أنشئ فيه (منطقة ناريتا)، إذ أن المطار ظلّ يسمى باسم «مطار طوكيو الدولي الجديد» حتى عام 2004 عندما تم تغيير اسمه إلى الاسم الحالي.

## شركات الطيران

### الركاب
| شركـات طيـران                     | الوجهات |
| --------------------------------- | --- |
| طيران المكسيك                     | مطار بينيتو خواريز الدولي |
| أيرو منغوليا                      | مطار جنكيز خان الدولي الجديد |
| طيران آسيا (إكس)                  | مطار كوالالمبور الدولي |
| Air Busan                         | Busan، مطار إنتشون الدولي |
| إيركالين                          | مطار لا تونتوتا الدولي |
| طيران كندا                        | مطار مونتريال الدولي، مطار تورونتو بيرسون الدولي، مطار فانكوفر الدولي |
| طيران الصين                       | مطار بكين العاصمة الدولي، مطار هانغتشو شياوشان الدولي، مطار شانغهاي بودنغ الدولي |
| الخطوط الجوية الفرنسية            | مطار باريس شارل ديغول |
| طيران الهند                       | مطار انديرا غاندي الدولي |
| طيران ماكاو                       | مطار ماكاو الدولي |
| طيران نيوزيلندا                   | مطار أوكلاند الدولي |
| Air Premia                        | مطار إنتشون الدولي |
| Air Seoul                         | مطار إنتشون الدولي |
| Air Tahiti Nui                    | مطار فا الدولي (تستأنف 31 أكتوبر 2023) |
| خطوط كل اليابان الجوية            | مطار سوفارنابومي الدولي، مطار بكين العاصمة الدولي، مطار بروكسل الدولي، مطار أوهير الدولي، مطار داليان الدولي، Fukuoka، مطار قوانغتشو باييون الدولي، مطار هانغتشو شياوشان الدولي، مطار نوي باي الدولي، مطار تان سون نهات الدولي، مطار هونغ كونغ الدولي، مطار هونولولو الدولي، مطار سوكارنو هاتا الدولي، مطار كوالالمبور الدولي، مطار لوس أنجلوس الدولي، مطار نينوي أكوينو الدولي، مطار بينيتو خواريز الدولي، مطار تشاتراباتي شيفاجي الدولي، مطار تشوبو سنتراير الدولي، مطار أوساكا الدولي، مطار بيرث (تستأنف 29 أكتوبر 2023)، Phnom Penh، مطار غينغادو جياودونغ الدولي، مطار سان فرانسيسكو الدولي، Sapporo–Chitose، مطار شانغهاي بودنغ الدولي، مطار شانغي سنغافورة، Vladivostok (معلقة)، مطار ووهان الدولي، مطار شيامن قاوتشي الدولي، Yangon                       |
| الخطوط الجوية الأمريكية           | مطار دالاس فورت ورث الدولي |
| إيه إن إيه وينغز ‏                 | مطار تشوبو سنتراير الدولي، مطار سنداي |
| خطوط آسيانا الجوية                | مطار إنتشون الدولي |
| الخطوط الجوية النمساوية           | موسمي: مطار فيينا الدولي |
| بامبو إيرويز                      | مطار نوي باي الدولي، مطار تان سون نهات الدولي |
| باتيك إير ماليزيا                 | مطار كوالالمبور الدولي |
| خطوط بيمان بنغلاديش الجوية        | مطار شاه جلال الدولي (تستأنف 1 سبتمبر 2023) |
| كاثي باسيفيك                      | مطار هونغ كونغ الدولي، مطار تايوان تاويوان الدولي |
| سيبو باسيفيك                      | مطار ماكتان سيبو الدولي، مطار كلارك الدولي، مطار نينوي أكوينو الدولي |
| الخطوط الجوية الصينية             | مطار كاوهسيونغ الدولي، مطار تايوان تاويوان الدولي |
| خطوط شرق الصين الجوية             | مطار هانغتشو شياوشان الدولي، مطار كونمينغ جانغشوي الدولي، مطار نانجينغ الدولي، مطار غينغادو جياودونغ الدولي، مطار شانغهاي بودنغ الدولي، مطار شيان شيانيانغ الدولي |
| خطوط جنوب الصين الجوية            | مطار تشانغتشون الدولي، مطار داليان الدولي، مطار هاربين الدولي، مطار شانغهاي بودنغ الدولي، مطار شنيانغ الدولي |
| مصر للطيران                       | موسمي عارض: مطار القاهرة الدولي |
| إل عال                            | مطار بن غوريون الدولي |
| طيران الإمارات                    | مطار دبي الدولي |
| الخطوط الجوية الإثيوبية           | مطار أديس أبابا بولي الدولي، مطار إنتشون الدولي |
| الاتحاد للطيران                   | مطار أبو ظبي الدولي |
| إيفا للطيران                      | مطار كاوهسيونغ الدولي، مطار تايوان تاويوان الدولي |
| خطوط فيجي الجوية                  | مطار نادي الدولي |
| Fly Gangwon                       | Yangyang |
| غارودا إندونيسيا                  | مطار نغوراه راي الدولي، مطار سام راتولانجي الدولي ‏ |
| Greater Bay Airlines              | مطار هونغ كونغ الدولي |
| خطوط هاينان الجوية                | مطار بكين العاصمة الدولي، مطار داليان الدولي، مطار شيان شيانيانغ الدولي |
| خطوط هاواي الجوية                 | مطار هونولولو الدولي |
| خطوط هونغ كونغ اكسبرس             | مطار هونغ كونغ الدولي |
| خطوط هونغ كونغ الجوية             | مطار هونغ كونغ الدولي |
| Ikar                              | Khabarovsk (معلقة) |
| الخطوط الجوية اليابانية           | مطار سوفارنابومي الدولي، مطار بكين العاصمة الدولي، مطار كيمبيغودا الدولي، مطار لوجان الدولي، Busan، مطار أوهير الدولي، مطار داليان الدولي، مطار دالاس فورت ورث الدولي، مطار انديرا غاندي الدولي، مطار فرانكفورت، Fukuoka، مطار أنتونيو بي وان بات الدولي، مطار نوي باي الدولي، مطار تان سون نهات الدولي، مطار هونغ كونغ الدولي، مطار هونولولو الدولي، مطار سوكارنو هاتا الدولي، Kailua-Kona، مطار كاوهسيونغ الدولي، مطار كوالالمبور الدولي، مطار لوس أنجلوس الدولي، مطار نينوي أكوينو الدولي، مطار ملبورن الدولي، مطار تشوبو سنتراير الدولي، مطار أوساكا الدولي، مطار سان دييغو الدولي، مطار سان فرانسيسكو الدولي، مطار سياتل تاكوما الدولي، مطار شانغهاي بودنغ الدولي، مطار شانغي سنغافورة، مطار تايوان تاويوان الدولي، مطار فانكوفر الدولي، Vladivostok (معلقة) |
| Jeju Air                          | Busan، مطار إنتشون الدولي |
| خطوط جيت ستار الجوية              | Cairns، مطار جولد كوست |
| Jetstar Japan                     | Fukuoka، مطار هونغ كونغ الدولي، Kagoshima، Kōchi-Ryoma، Kumamoto، مطار نينوي أكوينو الدولي، Matsuyama، Miyazaki، Nagasaki، Naha، Ōita، مطار كانساي الدولي، Sapporo–Chitose، مطار شانغهاي بودنغ الدولي، Shimojishima، Shonai، مطار تايوان تاويوان الدولي، Takamatsu |
| Jin Air                           | مطار إنتشون الدولي |
| خطوط جونياو الجوية                | مطار شانغهاي بودنغ الدولي |
| الخطوط الجوية الملكية الهولندية   | مطار سخيبول أمستردام |
| كوريا للطيران                     | Busan، مطار إنتشون الدولي |
| خطوط لوت الجوية البولندية         | مطار وارسو فريدريك شوبان |
| الخطوط الجوية الماليزية           | مطار كوتا كينابالو الدولي، مطار كوالالمبور الدولي |
| الخطوط الجوية المنغولية           | مطار جنكيز خان الدولي الجديد |
| الخطوط الجوية النيبالية           | مطار تريبوفان الدولي |
| Peach                             | Amami Oshima ‏، Fukuoka، Ishigaki، Kagoshima، مطار كاوهسيونغ الدولي، Kushiro، Miyazaki، Nagasaki، Naha، Oita، مطار كانساي الدولي، Sapporo–Chitose، مطار تايوان تاويوان الدولي |
| الخطوط الجوية الفلبينية           | مطار ماكتان سيبو الدولي، مطار نينوي أكوينو الدولي |
| طيران آسيا (الفلبين)              | مطار ماكتان سيبو الدولي (تبدأ في 1 يوليو 2023)، مطار نينوي أكوينو الدولي |
| كانتاس                            | مطار بريزبان، مطار ملبورن الدولي (تستأنف 26 نوفمبر 2023) |
| الخطوط الجوية القطرية             | مطار حمد الدولي |
| خطوط رويال بروناي الجوية          | مطار بروناي الدولي |
| خطوط إس سفن                       | Irkutsk، Khabarovsk، Vladivostok (جميعها معلقة) |
| سكوت للطيران                      | مطار شانغي سنغافورة، مطار تايوان تاويوان الدولي |
| خطوط شاندونغ الجوية               | مطار جينان الدولي |
| خطوط شينزين الجوية                | مطار شينزين باوان الدولي، مطار سنن شوفانغ الدولي |
| خطوط سيتشوان الجوية               | مطار جينغديو الجديد |
| الخطوط الجوية السنغافورية         | مطار لوس أنجلوس الدولي، مطار شانغي سنغافورة |
| سبرينغ (شركة طيران)               | مطار هانغتشو شياوشان الدولي، مطار شانغهاي بودنغ الدولي |
| Spring Airlines Japan             | مطار هاربين الدولي، Hiroshima، مطار نينغبو ليش الدولي (تستأنف 25 June 2023)، Saga، Sapporo–Chitose، مطار تيانجين الدولي |
| الخطوط الجوية السريلانكية         | مطار باندارنيك الدولي |
| ستارلوكس للطيران                  | مطار تايوان تاويوان الدولي |
| الخطوط الجوية الدولية السويسرية   | مطار زيورخ الدولي |
| Thai AirAsia X                    | مطار سوفارنابومي الدولي |
| الخطوط الجوية الدولية التايلاندية | مطار سوفارنابومي الدولي |
| Tigerair Taiwan                   | مطار كاوهسيونغ الدولي، مطار تايوان تاويوان الدولي |
| الخطوط الجوية التركية             | مطار إسطنبول الدولي |
| T'way Air                         | Daegu، مطار إنتشون الدولي |
| الخطوط الجوية المتحدة             | مطار دنفر الدولي، مطار أنتونيو بي وان بات الدولي، مطار هونولولو الدولي (تستأنف 30 أكتوبر 2023)، مطار جورج بوش الدولي، مطار لوس أنجلوس الدولي (تستأنف 30 أكتوبر 2023)، مطار نيوآرك ليبرتي الدولي، Saipan، مطار سان فرانسيسكو الدولي |
| الخطوط الجوية الأوزبكستانية       | مطار طشقند الدولي |
| خطوط فيت جيت                      | مطار نوي باي الدولي، مطار تان سون نهات الدولي |
| الخطوط الجوية الفيتنامية          | مطار دا نانغ الدولي، مطار نوي باي الدولي، مطار تان سون نهات الدولي |
| ويست جت إيرلاينز ‏                 | موسمي: مطار كالغاري الدولي |
| خطوط زيامن الجوية                 | مطار فوتشو تشانغله الدولي |
| Zipair Tokyo                      | مطار سوفارنابومي الدولي، مطار هونولولو الدولي، مطار لوس أنجلوس الدولي، مطار نينوي أكوينو الدولي (تبدأ في 1 يوليو 2023)، مطار سان فرانسيسكو الدولي، مطار سان خوسيه الدولي، مطار إنتشون الدولي، مطار شانغي سنغافورة |

### الشحن
| شركـات طيـران                   | الوجهات |
| ------------------------------- | --- |
| AeroLogic                       | مطار هونغ كونغ الدولي، مطار لايبزيغ هاله |
| طيران الصين للشحن الجوي         | مطار بكين العاصمة الدولي، مطار شانغهاي بودنغ الدولي |
| الخطوط الجوية الفرنسية          | مطار باريس شارل ديغول |
| خطوط هونك كونك الجوية           | مطار هونغ كونغ الدولي |
| Air Incheon                     | مطار إنتشون الدولي |
| AirBridgeCargo                  | مطار سخيبول أمستردام، مطار شيريميتييفو الدولي، مطار إنتشون الدولي (جميعها معلقة) |
| خطوط كل اليابان الجوية          | مطار سوفارنابومي الدولي، مطار بكين العاصمة الدولي، مطار داليان الدولي، مطار فرانكفورت، مطار قوانغتشو باييون الدولي، مطار هونغ كونغ الدولي، مطار سوكارنو هاتا الدولي، مطار لوس أنجلوس الدولي، Naha، مطار كانساي الدولي، مطار غينغادو جياودونغ الدولي، مطار إنتشون الدولي، مطار شانغهاي بودنغ الدولي، مطار شانغي سنغافورة، مطار تايوان تاويوان الدولي، مطار شيامن قاوتشي الدولي                                                                                            |
| خطوط آسيانا الجوية              | مطار إنتشون الدولي |
| طيران أطلس                      | مطار تيد ستيفنز أنكوراج الدولي، مطار لوس أنجلوس الدولي |
| Cargojet                        | مطار شانغهاي بودنغ الدولي، مطار فانكوفر الدولي |
| كارغولوكس                       | مطار لوكسمبورغ، مطار نوفوسيبيرسك، مطار إنتشون الدولي |
| Cargolux Italia                 | مطار لوكسمبورغ، مطار مالبينسا |
| كاثي باسيفيك                    | مطار هونغ كونغ الدولي، مطار تايوان تاويوان الدولي |
| الخطوط الجوية الصينية           | مطار تايوان تاويوان الدولي |
| الخطوط الجوية الصينية للشحن     | مطار شانغهاي بودنغ الدولي |
| دي إتش إل للطيران               | مطار تيد ستيفنز أنكوراج الدولي، مطار أوهير الدولي، Cincinnati، مطار هونغ كونغ الدولي، مطار لايبزيغ هاله، مطار ميامي الدولي، مطار إنتشون الدولي |
| الإمارات للشحن الجوي            | مطار آل مكتوم الدولي |
| إيفا للطيران                    | مطار تايوان تاويوان الدولي |
| فيديكس إكسبرس                   | مطار تيد ستيفنز أنكوراج الدولي، مطار هونغ كونغ الدولي، مطار قوانغتشو باييون الدولي، مطار ممفيس الدولي، مطار أوكلاند الدولي (الولايات المتحدة)، مطار كانساي الدولي، مطار باريس شارل ديغول، مطار إنتشون الدولي، مطار شانغهاي بودنغ الدولي، مطار تايوان تاويوان الدولي |
| غارودا إندونيسيا                | مطار سوكارنو هاتا الدولي |
| Jeju Air Cargo                  | مطار إنتشون الدولي |
| الخطوط الجوية الملكية الهولندية | مطار سخيبول أمستردام |
| كوريا للطيران                   | مطار إلدورادو الدولي، مطار إنتشون الدولي |
| لوفتهانزا للشحن                 | مطار فرانكفورت، مطار إنتشون الدولي |
| MASkargo                        | مطار سيناي الدولي، مطار كوالالمبور الدولي، مطار بينانغ الدولي |
| Nippon Cargo Airlines           | مطار سخيبول أمستردام، مطار تيد ستيفنز أنكوراج الدولي، مطار حيدر علييف الدولي، مطار سوفارنابومي الدولي، مطار بكين العاصمة الدولي، مطار أوهير الدولي، مطار دالاس فورت ورث الدولي، Edmonton، مطار فرانكفورت هان، مطار هونغ كونغ الدولي، مطار لوس أنجلوس الدولي، مطار مالبينسا، مطار تشوبو سنتراير الدولي، مطار جون إف كينيدي الدولي، مطار كانساي الدولي، مطار سان فرانسيسكو الدولي، مطار إنتشون الدولي، مطار شانغهاي بودنغ الدولي، مطار شانغي سنغافورة، مطار تيانجين الدولي |
| Polar Air Cargo                 | مطار تيد ستيفنز أنكوراج الدولي، Cincinnati، مطار هونغ كونغ الدولي، مطار لوس أنجلوس الدولي، مطار إنتشون الدولي، مطار شانغهاي بودنغ الدولي، مطار شينزين باوان الدولي، مطار سيدني، مطار تايوان تاويوان الدولي |
| الخطوط الجوية القطرية           | مطار حمد الدولي |
| خطوط أس أف الجوية               | مطار ووهان الدولي، مطار شيان شيانيانغ الدولي |
| Silk Way West Airlines          | مطار حيدر علييف الدولي |
| Singapore Airlines Cargo        | مطار سوفارنابومي الدولي، مطار شانغي سنغافورة |
| خطوط يو بي إس الجوية            | مطار تيد ستيفنز أنكوراج الدولي، Louisville، مطار نيوآرك ليبرتي الدولي، Ontario، مطار كانساي الدولي، مطار شانغهاي بودنغ الدولي، مطار شينزين باوان الدولي |
| YTO Cargo Airlines              | مطار يانتاي جاوشوي الدولي |